# Dan Herron
Daniel Herron, detto Boom (Warren, 21 marzo 1989), è un ex giocatore di football americano statunitense che ha militato nel ruolo di running back nella National Football League (NFL). Fu scelto nel corso del sesto giro (191º assoluto) del Draft NFL 2012 dai Cincinnati Bengals. Al college ha giocato a football ad Ohio State.

## Carriera

### Cincinnati Bengals
Il 28 aprile 2012, Herron fu scelto nel corso del sesto giro del Draft 2012 dai Cincinnati Bengals. Il 23 maggio firmò un contratto quadriennale con la franchigia. Nella sua stagione da rookie disputò 3 partite, nessuna delle quali come titolare, correndo 4 volte e guadagnando 5 yard.

### Indianapolis Colts
Il 29 ottobre 2013, Herron firmò con gli Indianapolis Colts con cui disputò sei partite in stagione. Il primo touchdown in carriera lo segnò su corsa nella vittoria della settimana 13 della stagione 2014 contro i Washington Redskins. Tornò a segnare nella vittoria del primo turno di playoff contro i Bengals in cui guidò i suoi con 56 yard corse oltre a ricevere dieci passaggi per 85 yard. Sette giorni dopo guidò i Colts con 63 yard corse e un altro TD su corsa nella vittoria in casa dei Denver Broncos che permise alla sua squadra di qualificarsi per la finale della AFC.
Il 6 settembre 2015 Herron fu svincolato.

### Buffalo Bills
IL 6 ottobre 2015 Herron firmò coi Buffalo Bills. Il 25 novembre 2015 fu svincolato.

### Ritorno ai Colts
Il giorno successivo, Herron fece ritorno ai Colts. A fine stagione non rifirmò, divenendo free agent.

### Ritorno ai Bills
Il 9 giugno 2016 Herron firmò per fare ritorno a Buffalo.